# Ohridospongilla stankovici
Ohridospongilla stankovici är en svampdjursart som beskrevs av Gilbert och Hadzische 1984. Ohridospongilla stankovici ingår i släktet Ohridospongilla, ordningen Haplosclerida, klassen horn- och kiselsvampar, fylumet svampdjur och riket djur.
Artens utbredningsområde är havet utanför Albanien. Inga underarter finns listade i Catalogue of Life.